# Osetia Południowa

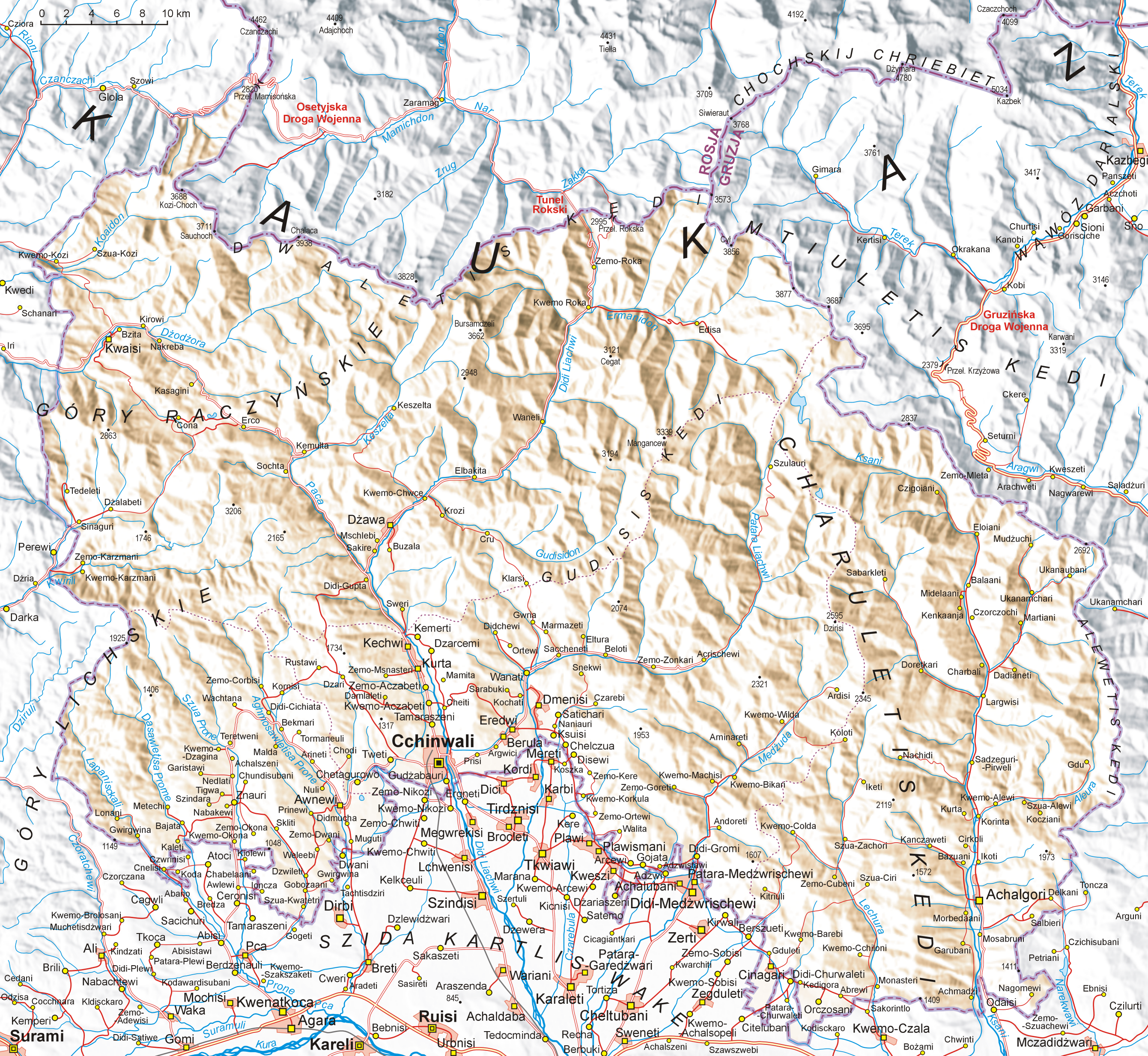
Mapa Osetii Południowej

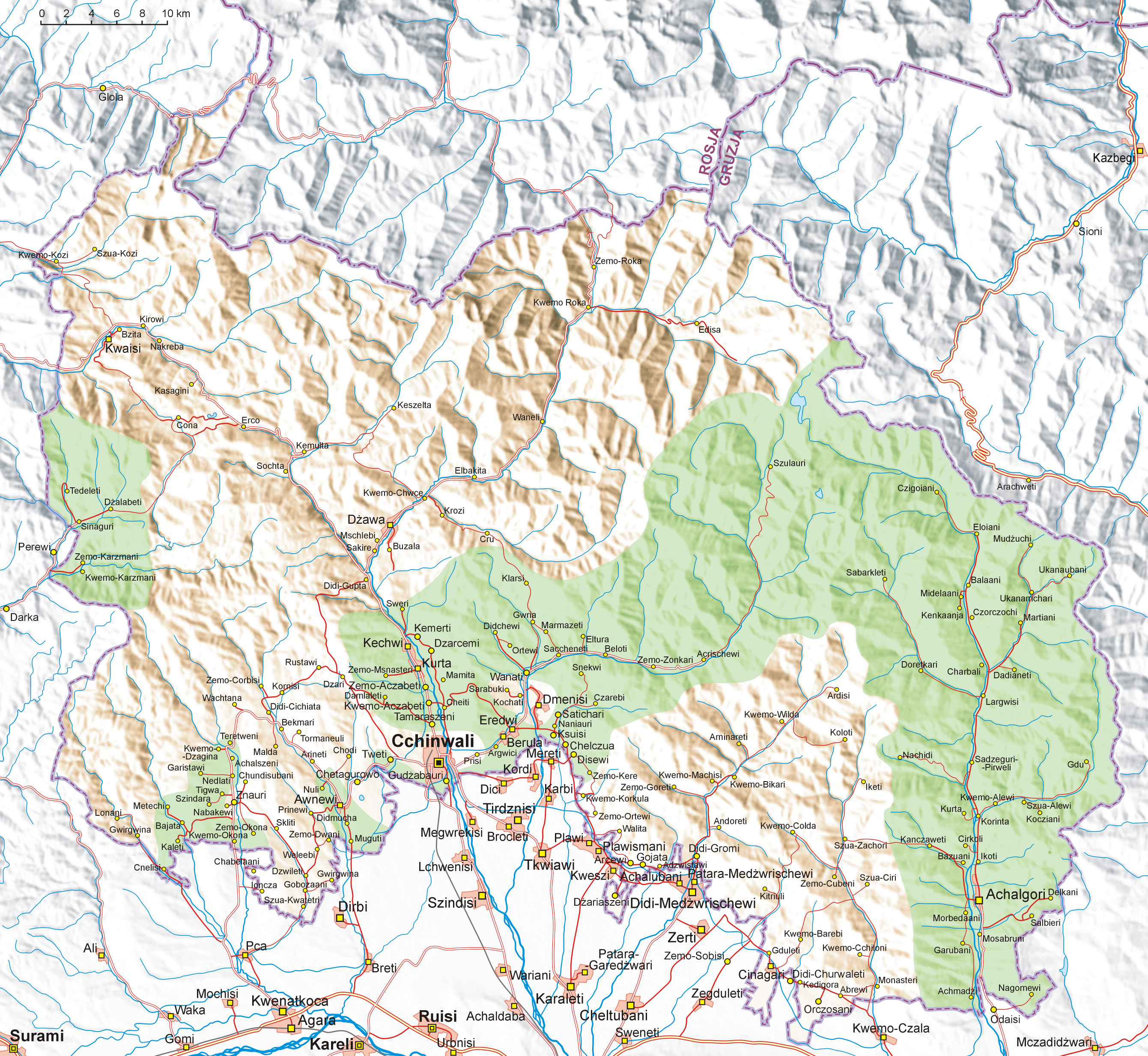
Mapa Osetii Południowej, tereny kontrolowane przez Gruzję przed wojną 2008 roku (zaznaczone kolorem zielonym)

Osetia Południowa (gruz. სამხრეთ ოსეთი, Samchret Oseti; oset. Хуссар Ирыстон, Chussar Iryston; ros. Южная Осетия, Jużnaja Osietija) – państwo nieuznawane położone na terenie północnej Gruzji, obejmujące tereny istniejącego do 1991 roku Południowoosetyjskiego Obwodu Autonomicznego ówczesnej Gruzińskiej SRR. Zajmuje powierzchnię 3,9 tys. km².
W 1991 roku lokalne władze utworzyły Republikę Osetii Południowej, która ogłosiła niepodległość, chcąc uniezależnić się od Gruzji i połączyć z sąsiednią Osetią Północną (częścią Rosji). Zgodnie z prawem międzynarodowym Osetia Południowa stanowi integralną część Gruzji, z drugiej strony deklaracja niepodległości Osetii Południowej nie była nielegalna, ponieważ według Międzynarodowego Trybunału Sprawiedliwości nic w prawie międzynarodowym nie zabrania takich deklaracji. Republika ta jest de facto niepodległa, stanowi państwo nieuznawane, pozostające w silnej zależności od Rosji.
Władze Republiki Osetii Południowej do czasu wojny z Gruzją w sierpniu 2008 nie sprawowały kontroli nad całym obszarem dawnego Południowoosetyjskiego Obwodu Autonomicznego – obszary zamieszkane w większości przez Gruzinów pozostawały pod kontrolą władz Gruzji, która na tych terenach powołała w kwietniu 2007 własne władze osetyjskie: tymczasową Administrację Osetii Południowej (gruz. სამხრეთ ოსეთის ადმინისტრაცია, Samchret Oseti Administracia). Obecnie władze osetyjskie kontrolują cały obszar kraju. Gruzja oficjalnie uważa ten teren za znajdujący się pod okupacją rosyjską i obecnie stosuje dlań nazwę Region Cchinwali (gruz. ცხინვალის რეგიონი, Cchinwalis Regioni). Natomiast 9 kwietnia 2017, w referendum zorganizowanym przy okazji wyborów prezydenckich, ok. 80% głosujących opowiedziało się za przyjęciem jako równoprawnej nazwy kraju określenia „Państwo Alania” (na wzór pełnej nazwy Republiki Osetii Północnej – Alanii).

## Geografia
Osetia Południowa leży w północnej Gruzji, w środkowej części Wielkiego Kaukazu; jej granica przebiega około 40 km na północny zachód od Tbilisi, od północy graniczy z rosyjską Republiką Osetii Północnej. Powierzchnia wynosi 3,9 tys. km². Stolicą jest Cchinwali. Powierzchnia górzysta, klimat górski, główna rzeka Wielka Liachwi.

## Demografia
Liczba ludności w 1990 r. – około 100 tys., z czego 67,5% stanowili Osetyjczycy, 28% – Gruzini, 2,5% – Rosjanie, zaś 1,5% – Ormianie. W wyniku wojen 1990–1992 i 2008 Osetię opuściła trudna do oszacowania liczba Gruzinów i Osetyjczyków. W wyniku przegranej wojny 2008 roku Osetię opuściło około 15 tysięcy Gruzinów.
|          | 1926           | 1939           | 1959           | 1970           | 1979           | 1989           | 2008            |
| -------- | -------------- | -------------- | -------------- | -------------- | -------------- | -------------- | --------------- |
| Osetyńcy | 60 351 (69,1%) | 72 266 (68,1%) | 63 698 (65,8%) | 66 073 (66,5%) | 65 077 (66,4%) | 65 200 (66,2%) | 45 000 (64,3%)¹ |
| Gruzini  | 23 538 (26,9%) | 27 525 (25,9%) | 26 584 (27,5%) | 28 125 (28,3%) | 28 187 (28,8%) | 28 700 (29,0%) | 17 500 (25,0%)¹ |
| Rosjanie | 157 (0,2%)     | 2111 (2,0%)    | 2380 (2,5%)    | 1574 (1,6%)    | 2046 (2,1%)    |                | 2000 (2,8%)¹    |
| Ormianie | 1374 (1,6%)    | 1537 (1,4%)    | 1555 (1,6%)    | 1254 (1,3%)    | 953 (1,0%)     |                | 850 (1,21%)¹    |
| Żydzi    | 1739 (2,0%)    | 1979 (1,9%)    | 1723 (1,8%)    | 1485 (1,5%)    | 654 (0,7%)     |                | 600 (0,9%)¹     |
| inni     | 216 (0,2%)     | 700 (0,7%)     | 867 (0,9%)     | 910 (0,9%)     | 1071 (1,1%)    | 5100 (4,8%)    | 4100 (5,8%)¹    |
| Razem    | 87 375         | 106 118        | 96 807         | 99 421         | 97 988         | 99 000         | 70 000¹         |

- ¹ – dane przybliżone

## Historia
Osetyjczycy wywodzą się najprawdopodobniej od koczowniczego ludu Alanów. We wczesnym średniowieczu posiadali oni swoje państwo na północ od Kaukazu – Alanię. W Alanii naprzemiennie dominację zyskiwały wpływy chazarskie, bizantyjskie i gruzińskie. Po upadku Chazarii państwo stopniowo wpadało w orbitę wpływów gruzińskich. Około XI wieku zostało ostatecznie schrystianizowane pod wpływem Gruzinów lub Abchazów.
W XIII wieku pod naporem Mongołów Osetyjczycy zostali wyparci znad Donu w góry Kaukazu. Historycy różnią się co do osetyjskiej bytności po południowej stronie Kaukazu. Zdaniem części, już w XIII wieku ich grupa osiedliła się na południe od Kaukazu, w dzisiejszej Osetii Południowej. Inni utrzymują, że osadnictwo osetyjskie w tym rejonie jest znacznie młodsze i liczy góra dwa, trzy wieki. Gruzińska historiografia określa to zjawisko mianem osianoba (gr. osetyjskość) i tłumaczy rosyjskim planem kolonizacji ziem Kartli Wewnętrznej (zwłaszcza północnej jej części, zw. od nazwy tamtejszego rodu magnackiego – Samaczablo), mającym na celu osłabienie wpływów ludności gruzińskiej.
Zwolennicy pierwszego poglądu przekonują, że pierwsza fala kolonizacji osetyjskiej była związana z najazdami Tamerlana. Osetyjscy chłopi, uciekający przed mongolskimi hordami, mieli być sprowadzani z dzisiejszej Osetii Północnej, przez gruzińskich możnych (najczęściej z rodów Maczabeli i Eristawi) w celu gospodarczej kolonizacji. Jak zaś podaje Bacha Gamkrelidze procesy te nie miały charakteru masowego, którego nabrały dopiero w wieku XVI. Zależność między gruzińskim panem była natury pół-feudalnej czy wręcz umowy dzierżawczej. Poddany chłop osetyjski – chizan był zobowiązany do płacenia panu określonego podatku, ale w każdej chwili mógł umowę poddańczą zerwać, podobnie zresztą jak pan. Osetyńcy nie stanowili jednak jakichś większych, zwartych grup, najczęściej szybko asymilując się z miejscową ludnością gruzińską.

### Osetia Południowa XIX i XX wieku
W 1801 obszar dzisiejszej Osetii Południowej wraz z Gruzją został zajęty przez Rosję. W 1846 roku władze carskie utworzyły okręg osetyjski. Istniał on dość krótko (do 1859), ale jego powstanie można uznać za narodziny Osetii Południowej.
Ludność osetyjska nie stanowiła jednak przez długi czas większości na tym terenie. Pierwszy raz osetyjska ludność Samaczablo wystąpiła przeciw gruzińskiej władzy, tuż po upadku Imperium Rosyjskiego. Wówczas na Kaukazie, korzystając z walk prowadzonych między Białoarmistami a Rewolucjonistami, powstały cztery organizmy państwowe: Azerbejdżanu, Republiki Północnokaukaskiej, Armenii oraz Demokratycznej Republiki Gruzji.
Tylko w latach 1918–1920, wybuchły trzy powstania bolszewickie, w ramach wojny gruzińsko-osetyjskiej 1918–1920. Organizowane były one przy znacznej pomocy bolszewików z Rosji i miały na celu oderwanie się od Gruzji, przyłączenie do radzieckiej Rosji, a skierowane w mienszewicki rząd Noego Żordanii. Dochodziło do licznych pacyfikacji wsi, prowadzonych przez Gruzinów. Jednak ze względu na sytuację wewnętrzną i walki z Polską Włodzimierz Lenin zdecydował się zaprzestać wspierania rebeliantów.
Okres gruzińskiej niepodległości trwał jedynie trzy lata, kończąc się w roku 1921, ofensywą bolszewicką. Jak się jednak okazało władze radzieckie nie przyznały Osetii Południowej, wcześniej obiecanego, statusu republiki związkowej, ani nie połączyły jej z Osetią Północną, przyznając w 1922 jedynie autonomię w ramach Gruzińskiej SRR (początkowo w ramach Zakaukaskiej Federacyjnej SRR) i ustanawiając Południowoosetyjski Obwód Autonomiczny. Władze gruzińskiej SRR od samego początku próbowały zatrzeć odrębność tych terytoriów, m.in. stymulując gruzińskie osadnictwo czy przemianowując Cchinwali na Staliniri, co powodowało rosnącą frustrację miejscowej ludności osetyjskiej.

### Wojna w Osetii Południowej (1991–1992)
Do następnych wystąpień antygruzińskich, doszło w okresie budzenia się sentymentów narodowych czasu pieriestrojki. Badania naukowe opublikowane przez Instytut Polsko-Rosyjski wskazują, że w 1988 roku dwie osetyjskie organizacje, złożone z intelektualistów – południowy Adamon Nychas i północny Adamon Cadisz, wystąpiły pod hasłem „Jeden naród – Jedna republika” i zażądały połączenia obu ziem osetyjskich pod zwierzchnictwem Moskwy. Rada Obwodu 10 listopada 1989 roku ogłosiła zmianę statusu na republikę autonomiczną. Władze gruzińskie świadome strategicznego znaczenia Osetii Południowej, nie mogły się na to zgodzić. Osetia Południowa leży w miejscu dla Gruzji newralgicznym. Dodatkowo granice obwodu biegną 35 km od rogatek Tbilisi, nieomal ocierając się o jedyny, w praktyce funkcjonujący, szlak między Gruzją a Północnym Kaukazem, tj. tzw. Gruzińską Drogę Wojenną oraz dzieląc kraj na Gruzję wschodnią i zachodnią, nastawiając na główną oś transportowo-komunikacyjną kraju, tj. doliny rzek Mtkvari i Rioni. Dlatego też w odpowiedzi parlament gruziński odmówił tym działaniom jakichkolwiek podstaw prawnych, a opozycja zapowiedziała demonstrację w Cchinwali, do której jednak nie doszło, wskutek działań Osetyjczyków. Reakcją Tbilisi były zmiany kadrowe, na najwyższych szczeblach władz w obwodzie – nie wywarło to jednak zbyt wielkiego wrażenia na Osetyjczykach.
Pierwsze walki wybuchły w 1990, między paramilitarnymi oddziałami kierowanymi przez opozycyjne Towarzystwo Meraba Kostawy z Ważą Adamią na czele oraz oddziałami samoobrony osetyńskiej, dowodzonymi przez gen. Kima Cagałowa.
W 1990 roku zaszły jednak poważne zmiany na gruzińskiej scenie politycznej, które zakończyły się krótkim rozejmem. Rządy w pierwszych demokratycznych wyborach po obaleniu komunistów objął intelektualista oraz dysydent – Zwiad Gamsachurdia, który doszedł do władzy dzięki hasłom narodowym. Jego sztandarowym sloganem był: Gruzja dla Gruzinów. Gamsachurdia, choć początkowo zapewniał, że nie zlikwiduje istniejących na terenie Gruzji jednostek autonomicznych, pozwolił by parlament 11 grudnia 1990 (w dwa dni po wygranych przez niego wyborach) zlikwidował POA, a w dwóch centralnych rejonach Osetii (cchinwalskim i drawskim) wprowadzono stan wyjątkowy. Jednocześnie zaczął wprowadzać pod hasłem „Gruzja dla Gruzinów” nacjonalistyczną politykę skierowaną przeciwko wszelkim mniejszościom w kraju – m.in. wprost stwierdził: „przedstawiciele innych narodów są zaledwie gośćmi na gruzińskiej ziemi, którym gospodarze w każdej chwili mogą wskazać drzwi”. Rozpoczęto równolegle blokadę energetyczną zbuntowanej prowincji. Regularne walki rozpoczęły się 6 stycznia 1991 roku, z czego ich apogeum przypada na wiosnę i późną wiosnę tego samego roku. W tym okresie z terenów objętych ruchami zbrojnymi wyemigrowała większość Gruzinów i część Osetyńcow (szacuje się ok. 100 tys. ludzi). Bilans strat wyglądał następująco: 93 wsie spalone, zburzenie (choć nie zdobycie) Cchinwali, śmierć 100 Osetyjczyków oraz podobnej ilości Gruzinów. 14 maja 1992 roku zawarto rozejm, by po jedenastu dniach – 25 maja rozpocząć walki na nowo. Osetyńcy, którzy oskarżyli o zerwanie rozejmu Gruzinów, w odwecie przerwali na trzy tygodnie dostawy rosyjskiego gazu płynące gazociągiem do Armenii. Konflikt ostatecznie zakończono 25 czerwca 1992 porozumieniem w Dagomysie – podpisanym przez prezydenta Federacji Rosyjskiej Borysa Jelcyna i Gruzji Eduarda Szewardnadzego.
Na mocy postanowień z Dagomysu, w Osetii Południowej zaczęły stacjonować siły pokojowe złożone z batalionów: osetyńskiego, rosyjskiego i gruzińskiego. Ich rozmieszczenie pokrywało się niemal z tym, w jakim zastał siły osetyńskie i gruzińskie rozejm.

### Okres pokoju 1992-2008
W miarę stabilny rozejm utrzymał się do 2004, kiedy to w wyniku pogorszenia relacji rosyjsko-gruzińskich (po wyborze Saakaszwilego na prezydenta Gruzji) zaczęły się sporadyczne incydenty zbrojne. Niespełna miesiąc przed podpisaniem zawieszenia broni Osetia Południowa ogłosiła niepodległość. Na terytorium Osetii Południowej przeprowadzono 2 kolejne niepodległościowe referenda (ostatnie w 2006 roku w których przygniatająca większość głosujących opowiedziała się za niepodległością). Władze Gruzji nie uznały wyników referendów, gdyż nie uczestniczyli w nich Gruzini.
W 2007 władze Gruzji zaproponowały utworzenie Autonomicznej Republiki Osetii Południowej wchodzącej, podobnie jak Adżaria, w skład Gruzji. Władze Osetii Południowej natychmiast tę propozycję odrzuciły powołując się na wyniki referendum. W kwietniu 2007 parlament Gruzji powołał na terenie Osetii Południowej we wsi Kurta „Tymczasową Jednostkę Terytorialną” wraz z „Tymczasową Administracją Osetii Południowej”. Jednostronne ogłoszenie przez Kosowo niepodległości w lutym 2008 i stworzony tym samym precedens pierwszej po 1945 roku jednostronnej, siłowej zmiany granic państwowych w Europie zachęciło Osetyjczyków do ponownego ogłoszenia formalnego oderwania się od terytorium Gruzji i prezydent Eduard Kokojty zapowiedział domaganie się od Trybunału Konstytucyjnego Rosji uznania swojej republiki za część terytorium Federacji Rosyjskiej. Progruzińskie władze Osetii Południowej swoją siedzibę miały w miejscowości Kurta położonej 9 kilometrów na północny wschód od Cchinwali, na terenie Osetii zajmowanym do niedawna przez siły gruzińskie. W sierpniu 2008 w czasie wojny w Osetii Południowej Kurta została zdobyta przez osetyjskie wojska, a siły gruzińskie całkowicie wyparte z Osetii Południowej.

### Wojna w Osetii Południowej (2008)
W sierpniu 2008, po załamaniu rozmów gruzińsko-osetyjskich i wielokrotnym ostrzeliwaniu przez Osetyjczyków terenów znajdujących się pod kontrolą sił gruzińskich (faktowi temu zaprzecza strona osetyjska i rosyjska) oraz wielokrotnym ostrzeliwaniu Osetii Południowej przez Gruzję (czemu zaprzeczała strona gruzińska), Gruzja przystąpiła do zbrojnego zajęcia separatystycznego obszaru. Główne działania zbrojne rozpoczęły się wieczorem 7 sierpnia, a 8 sierpnia wojska gruzińskie wkroczyły do Cchinwali. Strony gruzińska i rosyjska wzajemnie przypisują sobie wrogie działania.
9 sierpnia siły rosyjskie wyparły Gruzinów ze stolicy Osetii i odsunęły ich pozycje poza teren sporny. Jakkolwiek Rosjanie stali na stanowisku, iż wypełniali mandat ONZ i byli siłami bezpieczeństwa w Osetii Południowej, do opinii publicznej dociera dużo informacji o działaniach zaczepnych na terenie Gruzji, a w szczególności w okolicach jej stolicy Tbilisi. 25 sierpnia parlament rosyjski (Rada Federacji i Duma Państwowa) uznał niepodległość Osetii Południowej oraz Abchazji a dzień później to samo zrobił prezydent Dmitrij Miedwiediew. Strona gruzińska odebrała to jako „jawną aneksję” tych obszarów i 29 sierpnia zerwała stosunki dyplomatyczne z Rosją. We wrześniu 2008 Rosja podpisała z Abchazją i Osetią Południową międzypaństwowe umowy o przyjaźni, współpracy i pomocy wzajemnej. Umowy zawarte na 10 lat (z możliwością ich przedłużenia) przewidują m.in. wzajemną pomoc wojskową w przypadku zewnętrznej agresji oraz wspólną ochronę granic. Umowy te zostały ratyfikowane przez parlamenty państw-sygnatariuszy. 16 listopada 2011 roku Parlament Europejski uchwalił rezolucję uznając obecność Rosjan w Osetii Południowej za bezprawną okupację tych terenów.

## Państwa uznające niepodległość Osetii Południowej
- Rosja[12] – 26 sierpnia 2008
- Nikaragua[13] – 5 września 2008
- Wenezuela[14] – 10 września 2009
- Nauru[15] – 16 grudnia 2009
- Syria[16] – 29 maja 2018

Ponadto niepodległość Osetii Południowej uznały, jeszcze w 2006, trzy inne nieuznawane na arenie międzynarodowej republiki – Abchazja, Górski Karabach i Naddniestrze. Poparcie dla niepodległości Osetii Południowej udzieliły również różne inne niepaństwowe jednostki, m.in. Krym i Gagauzja.